# عرعر (سرده)
عرعر (نام علمی: Ailanthus) نام یک سرده از تیره عرعریان است.